# Ortodox patriark av Jerusalem
Den ortodoxa patriarken av Jerusalem är överhuvud över Ortodoxa kyrkan av Jerusalem som är en grekisk-ortodox kyrka, och har fjärde rang av nio patriarker i den Östortodoxa kyrkan.
Jerusalem var ett kristet biskopssäte till konciliet i Chalkedon 451 då det erkändes som ett patriarkat. Kyrkans förste biskop var Jakob som led martyrdöden omkring år 62. När araberna erövrade Jerusalem erkände de staden som en helig plats för kristna och patriarken som deras ledare. 1099 utnämnde korsriddare en latinsk patriark och förvisade den ortodoxa patriarken från Jerusalem. Till 1187 levde den ortodoxa patriarken i Konstantinopel. Numera har patriarken sitt högkvarter i Heliga gravens kyrka. Där har patriarkatet hållit den heliga elden brinnande i mer än tusen år.
Majoriteten av de troende ortodoxa i Jerusalem är palestinska araber, men en stor del av församlingen är ryssar, rumäner och georgier.
Under senare år har patriarkatet varit indragen i en kontrovers, då Patriark Irenaios av Jerusalem sålde delar av kyrkans land till israeliska bosättare, vilket väckte starka känslor då palestinierna hade hoppats att dessa områden skulle ingå i den kommande staten Palestina.[när?] 22 augusti 2005 valde kyrkan enhälligt Patriark Theofilos III av Jerusalem till efterträdare, men Irenaios hävdar fortfarande att han är den rättmätige patriarken.